# Frans-Surinaamse betrekkingen
Frans-Surinaamse betrekkingen verwijzen naar de huidige en historische betrekkingen tussen Frankrijk en Suriname. De buurlanden delen de grens langs Frans-Guyana en hebben wederzijds een ambassade. Daarnaast heeft Suriname een consulaat in Cayenne.

## Geschiedenis
De diplomatieke banden tussen Frankrijk en Suriname kwamen direct na de Surinaamse onafhankelijkheid op 25 november 1975 moeilijk op gang omdat er nog een onopgelost grensverschil lag (en nog ligt, stand 2021). In juni 1976 kondigde Frankrijk niettemin aan op korte termijn een ambassade in Paramaribo te willen openen. De maand ervoor wees Frankrijk M. Ponsole aan als zaakgelastigde in Paramaribo. Uiteindelijk werd Pierre Boillot in 1991 de eerste Franse ambassadeur in Suriname.
De vestiging van een Surinaamse ambassade in Parijs was in 2011 een prestigeproject van de regering-Bouterse. Minister Winston Lackin van Buitenlandse Zaken wilde dat Frankrijk belangrijk zou gaan worden voor het strategische beleid van Suriname. De rekening van de ambassade, standplaats voor zes diplomaten, was in 2015 opgelopen tot zes miljoen euro en de vestiging in Parijs wordt als een fiasco beschouwd. In 2017 werd het pand in de verkoop gezet.

## Grensgeschil
De grens tussen Suriname en Frans-Guyana wordt bepaald door de Marowijnerivier. De naam van deze rivier kent in het zuiden meerdere namen, wat zorgt voor een onopgelost geschil in de grensbepaling in dat gebied (stand 2021). De grens zou volgens Suriname bepaald worden door de Marowini (Karaïebs voor Marowijne) en volgens Frankrijk door de Litani.
Rond het afscheid van ambassadeur Jean-Marie Bruno liepen de spanningen tussen beide landen op, omdat Frankrijk het betwiste gebied had opgenomen in een natuurbeschermingsplan. Dit plan was in de jaren 1980 tussen beide landen overeengekomen, maar niet in het Surinaamse parlement bekrachtigd. President Ronald Venetiaan bemoeide zich persoonlijk met de kwestie, die verder uit de hand dreigde te lopen doordat Franse gendarmes materieel van inheemse Surinamers hadden vernietigd die zij voor goudwinning gebruikten. Het ging om een boot die volgens de goudzoekers vanuit Surinaamse zijde naar de Franse grens was gesleept en in brand gestoken.
Toen Michel Prom ambassadeur was, werd er toegewerkt naar een akkoord over de zeegrens tussen Frans-Guyana en Suriname; deze werd rond de tien maanden later ondertekend door zijn opvolger Antoine Joly. Joly was ook belast met de onderhandelingen die leidden tot een deelakkoord over het het noordelijke deel van de Marowijne, maar nog niet over het betwiste gebied.

## Diplomatieke missies
- Ambassade van Frankrijk in Suriname
- Consulaat van Frankrijk in Albina
- Ambassade van Suriname in Frankrijk
- Consulaat van Suriname in Cayenne